# Vertèbre caudale

Les régions de la colonne vertébrale chez la chèvre. Tail (coccygeal) vertebrae = vertèbres (coccygiennes) caudales.

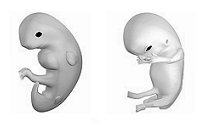
Embryon humain à 6 semaines (gauche), fœtus à 8 semaines (droite).

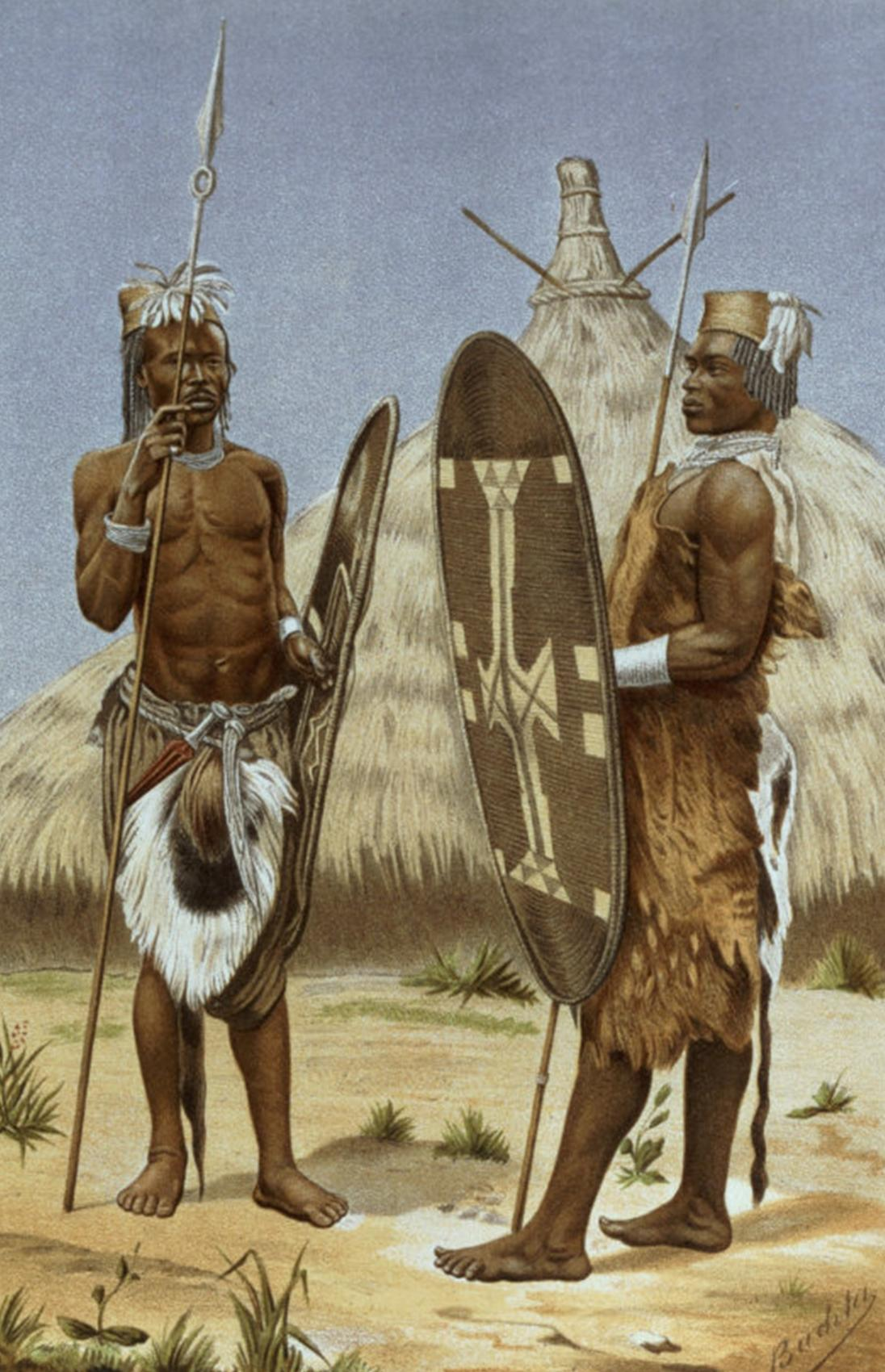
Les Nyam-Nyam et le mythe des hommes à queue.

Les vertèbres caudales, appelées aussi vertèbres coccygiennes, sont des vertèbres se situant dans la queue des animaux, elles sont une continuation des vertèbres de la colonne vertébrale. 

## Histoire évolutive
Les primates strepsirrhiniens possèdent de longues queue comprenant parfois plus de trente vertèbres. Chez les hominoïdes, il n'en reste que cinq à sept et il n'y a plus de queue libre, les quelques vertèbres subsistant sont cachées sous la peau. L'homme possède entre trois et six vertèbres caudales qui s'atrophient progressivement à l'extrémité libre de la colonne vertébrale, pouvant se souder entre elles pour former le coccyx qui est considéré comme une structure vestigiale humaine, reliquat de l'appendice caudal que possédaient les ancêtres de l'Homme et qui s'est amoindrie au cours de l'évolution. L'embryon humain possède une longue queue (d'environ un sixième du corps) qui apparaît entre la quatrième et la sixième semaine de gestation et qui contient 10 à 12 vertèbres caudales. Ces vertèbres subissent à la 8e semaine une résorption osseuse induite par les ostéoclastes qui meurent ensuite par apoptose (l'embryon possède, à la sixième semaine, neuf vertèbres caudales, mais, à partir de la huitième semaine, les quatre vertèbres extrêmes se fondent en une seule avec la cinquième),. 
La littérature médicale rapporte plusieurs cas tératologiques de « queue humaine », persistance embryonnaire qui peut être rapprochée d'un excès de développement. Certaines de ces queues sont des formations cutanées qui diffèrent anatomiquement d'un véritable appendice caudal, car elles sont dépourvues de vertèbres et de muscles. D'autres cas embryonnaires mettent en évidence une queue osseuse composée de vertèbres caudales hypertrophiées et, plus rarement, une queue animale composée d'éléments vertébraux surnuméraires.
Si l'homme à queue n'a plus droit de cité dans la tératologie qu'à titre de monstruosité reconnue et contrôlée, décrite et mesurée, l'imagination littéraire, populaire  (figure diabolique du « coué », homme à queue anglais) et ethnographique s'en est emparé. Ainsi, les Nyam-Nyam sont une population d'Afrique centrale dans laquelle les hommes se vêtent d'une peau dont la queue pend aux fesses, ce qui a suscité l'imaginaire occidental, au début de l'exploration de la Centrafrique, de l'existence d'hommes à queues, signes d'animalité évoquant les satyres à queue de bouc.